# Pomares (Arganil)
Pomares is een plaats (freguesia) in de Portugese gemeente Arganil en telt 587 inwoners (2001).